# Starr Lake
Starr Lake är en sjö i Antarktis. Den ligger i Östantarktis. Nya Zeeland gör anspråk på området. Starr Lake ligger 3 meter över havet.